# 轻型拖拉机
轻型拖拉机（Leichttraktor（VK-31））是德國一种實驗坦克的假称。
第一次世界大戰後，德國軍事發展受到《凡爾賽條約》的限制，但德國還是秘密地以“拖拉機”的名義建造裝甲車輛和火砲。
拉帕洛條約於1922年被簽署後，德國能夠送軍士到俄國受訓，在高度保密下，德國在蘇聯測試坦克。在1926年至1933年間所使用的轻型拖拉机稱為喀马坦克学校，位於蘇聯喀山附近。該位置是蘇聯紅軍和德國國防軍的聯合試驗場，也是坦克訓練場。
它的代號Kama（喀马）是從兩個詞：Kazan和Malbrandt來的，這是因為其被分配測試的位置在Kazan和Oberstleutenant Malbrandt一帶。
在第二次世界大戰的初期，它被用來作為訓練坦克。

## 車輛特徵
本車的武裝有半自動式37 mm KwK L/45砲1門與7.92mm機槍1挺。搭載彈藥為主砲150發，機槍3000發。
因為身為實驗車輛的性質，車體是由軟鋼板製造的，所以正面與側面的14mm裝甲僅能防禦步兵武器等級的穿甲彈。
4輛試作車全部都是使用都是使用戴姆勒朋馳的6汽缸M36引擎。此引擎原本為卡車用的引擎，為水冷式，重量則為360KG，燃料箱總容量為150L，在平地上的最大續行距離達到140km。變速箱則為ZF製品。
構造上引擎位於車體前方，砲塔則位於車體的後半部，整體概念比較接近一次世界大戰時德軍使用的LK II戰車，屬於較為舊式的設計。原本在1931年時德國預計要下訂289輛，不過後來由於較新的一號戰車開發進行順利，所以本車的訂單全部取消。